# Polilinearna algebra
U matematici, polilinearna algebra proširuje metode linearne algebre. Kao što je linearna algebra izgrađena na konceptu vektora i razvija teoriju vektorskih prostora, tako se polilinearna algebra nadograđuje na koncepte p-vektora i polivektora sa Grasmanovom algebrom.

## Poreklo
U vektorskom prostoru dimenzije n obično se razmatraju samo vektori. Prema Hermanu Grasmanu i drugima, ovom pretpostavkom se izbegava složenost razmatranja struktura parova, tripleta i opštih multivetora. Usled postojanja nekoliko kombinatornih mogućnosti, prostor multivektora zapravo da ima 2 dimenzija. Apstraktna formulacija determinante je najneposrednija primena. Polilinearna algebra takođe ima primenu u mehaničkom proučavanju reakcije materijala na stres i naprezanja sa različitim modulima elastičnosti. Ova praktična referenca dovela je do upotrebe reči tenzor za opisivanje elemenata polilinearnog prostora. Dodatna struktura u polilinearnom prostoru dovela je do toga da ima važnu ulogu u raznim studijama u višoj matematici. Iako je Grasman pokrenuo ovaj predmet 1844. godine svojim delom Ausdehnungslehre, koje je bilo ponovo objavljeno 1862. godine, njegov rad je naišao na sporo prihvatanje, jer je već obična linearna algebra pružala dovoljno izazova razumevanju.
Tema polilinearne algebre primenjena je u brojnim istraživanjima multivarijantnog računa i mnogostrukosti u kojima je korištena Jakobijanska matrica. Infinitezimalni diferencijali kalkulusa sa jednom promenljivom postaju diferencijalne forme u multivarijantnom računu, a njihova manipulacija se vrši spoljnom algebrom.
Nakon Grasmana, razvoj polilinearne algebre nastavio je Viktor Šlegel 1872. godine kada je objavio prvi deo svog rada System der Raumlehre, kao i Elvin Bruno Kristofel. Veliki napredak u polilinearnoj algebri ostvaren je radom Gregorija Riči-Kurbastra i Tulio Levi-Kivita. Marsel Grosman i Mišel Beso su uveli su Alberta Ajnštajna u polilinearnu algebru putem apsolutnog diferencijalnog kalkulusa. Ajnštajnova publikacija iz 1915. godine o opštoj relativnosti u kojoj se objašnjava precesija perihelija Merkura uspostavila je polilinearnu algebru i tenzore kao fizički važnu matematiku.

## Upotreba u algebarskoj topologiji
Oko sredine 20. veka proučavanje tenzora je apstraktnije preformulisano. Rasprava Polilinearna algebra Burbakijeve grupe bila je posebno uticajna, i termin polilinearna algebra je verovatno skovan zahvaljujući njihovom radu. Jedan od razloga za ova događanja u to vreme bila je nova oblast primene, homološka algebra. Razvoj algebarske topologije tokom 1940-ih godina dao je dodatni podsticaj za razvoj čisto algebarskog tretmana tenzorskog proizvoda. Računanje grupa homologije proizvoda dva prostora uključuje tenzorski proizvod; mada se samo u najjednostavnijim slučajevima, poput torusa, direktno izračunava na taj način (vidi Kinetovu teoremu). Topološki fenomeni bili su dovoljno suptilni da je bilo neophodno da se formulišu bolje utemeljeni koncepti; tehnički govoreći, trebalo je definisati Tor funktore.
Materijal koji je trebalo organizovati bio je prilično obiman, uključujući ideje koje se vraćaju na Hermana Grasmana, ideje iz teorije diferencijalnih formi koje su dovele do de Ramove kohomologije, kao i elementarnije ideje kao što su spoljašnji proizvod kojim se generalizuje vektorski proizvod.
Rezultirajuća prilično oštra obrada teme (Burbakijeve grupe) u potpunosti je odbacila jedan pristup u vektorskom računu (rutu kvarteriona, to jest, u opštem slučaju, relaciju sa Lijevim grupama). Umesto toga, oni su primenjivali novi pristup koristeći teoriju kategorija, pri čemu se pristup Lijeve grupe smatrao zasebnom stvari. Pošto ovo dovodi do mnogo čistijeg tretmana, verovatno nema povratka u čisto matematičkom smislu. (Strogo se poziva na pristup univerzalnog svojstva; ovo je donekle opštije od teorije kategorija, a istovremeno se razjašnjava i odnos između dva alternativna pristupa.)
Zapravo, ono što je urađeno omogućava da se objasni da su tenzorski prostori konstrukcije koje su neophodne za redukovanje multilinearnih na linearne probleme. Ovaj čisto algebarski pristup ne pruža geometrijsku intuiciju. On je koristan u smislu da ponovnim izražavanjem problema u kontekstu multilinearne algebre postoje jasno i dobro definisano najbolje rešenje: ograničenja koja rešenje postavlja su upravo ona koja su potrebna u praksi. Generalno, nema potrebe za pozivanjem na bilo koju ad hoc konstrukciju, geometrijsku ideju ili za pribegavanjem koordinatnim sistemima. U teorijskom kategorijskom žargonu sve je potpuno prirodno.

## Zaključak o apstraktnom pristupu
U principu, apstraktni pristup može da povrati sve što je učinjeno tradicionalnim pristupom, mada u praksi to ne mora da bude jednostavno. S druge strane, pojam prirodnog se podudara sa principom opšte kovarijanse principa opšte relativnosti. Potonji se bavi tenzorskim poljima (tenzori koji se razlikuju od tačke do tačke na mnogostrukosti), dok kovarijansa postulira da je jezik tenzora ključan za pravilno formulisanje opšte relativnosti.
Nekoliko decenija kasnije je prilično apstraktno gledište iz teorije kategorija povezano sa pristupom koji je 1930-ih razvio Herman Vajl (radeći kroz opštu relativnost putem apstraktne tenzorske analize i dodatno u svojoj knjizi Klasične grupe). Na neki način ovo je zaokružilo teoriju, povezujući još jednom sadržaj starih i novih gledišta.

## Teme u polilinearnoj algebri
- bilinearni operator
- bezkomponentni tretman tenzora
- Kramerovo pravilo
- dualni prostor
- Ajnštajnova notacija
- spoljna algebra
- spoljni derivat
- unutrašnji proizvod
- Kroneker delta funkcija
- Levi-Čivita simbol
- metrički tenzor
- mešoviti tenzor
- polilinearna mapa
- polilinearna forma
- simetrična algebra
- simetrični tenzor
- tenzor
- tenzorska algebra, slobodna algebra
- tenzorska kontrakcija

Takođe postoji rečnik teorije tenzora.

## Aplikacije
Neki od načina putem kojih se primenjuju koncepti multilinearne algebre:
- klasični tretman tenzora
- diadni tenzor
- Dirakova notacija
- geometrijska algebra
- Klifordova algebra
- pseudoskalar
- pseudovektor
- spinor
- spoljašnji proizvod
- hiperkompleksni broj
- polilinearno potprostrono učenje

## Literatura
- Hermann Grassmann (2000) Extension Theory, American Mathematical Society. Translation by Lloyd Kannenberg of the 1862 Ausdehnungslehre.
- Wendell H. Fleming (1965) Functions of Several Variables. ISBN 3-540-90206-6., Addison-Wesley. Second edition (1977) Springer. Chapter: Exterior algebra and differential calculus # 6 in 1st ed, # 7 in 2nd.
- Ricci-Curbastro, Gregorio; Levi-Civita, Tullio (1900). „Méthodes de calcul différentiel absolu et leurs applications”. Mathematische Annalen. 54 (1): 125—201. ISSN 1432-1807. doi:10.1007/BF01454201.
- Bishop, R.; Goldberg, S. I. (1980), Tensor analysis on manifolds, Dover, ISBN 0-486-64039-6
- Bourbaki, Nicolas (1989), Elements of mathematics, Algebra I, Springer-Verlag, ISBN 3-540-64243-9
- Bryant, R. L.; Chern, S. S.; Gardner, R. B.; Goldschmidt, H. L.; Griffiths, P. A. (1991), Exterior differential systems, Springer-Verlag
- Mac Lane, S.; Birkhoff, G. (1999), Algebra, AMS Chelsea, ISBN 0-8218-1646-2
- Sternberg, Shlomo (1964), Lectures on Differential Geometry, Prentice Hall
- Bourbaki, Nicolas (1989), „Historical note on chapters II and III”, Elements of mathematics, Algebra I, Springer-Verlag
- Clifford, W. (1878). „Applications of Grassmann's Extensive Algebra”. American Journal of Mathematics. The Johns Hopkins University Press. 1 (4): 350—358. JSTOR 2369379. doi:10.2307/2369379.
- Forder, H. G. (1941), The Calculus of Extension, Cambridge University Press
- Grassmann, Hermann (1844), Die Lineale Ausdehnungslehre – Ein neuer Zweig der Mathematik (на језику: German) (The Linear Extension Theory – A new Branch of Mathematics) alternative reference
- Kannenberg, Lloyd (2000), Extension Theory (translation of Grassmann's Ausdehnungslehre), American Mathematical Society, ISBN 0-8218-2031-1
- Peano, Giuseppe (1888), Calcolo Geometrico secondo l'Ausdehnungslehre di H. Grassmann preceduto dalle Operazioni della Logica Deduttiva; Kannenberg, Lloyd (1999), Geometric calculus: According to the Ausdehnungslehre of H. Grassmann, Birkhäuser, ISBN 978-0-8176-4126-9.
- Whitehead, Alfred North (1898), A Treatise on Universal Algebra, with Applications, Cambridge
- Browne, J. M. (2007), Grassmann algebra – Exploring applications of Extended Vector Algebra with Mathematica, Архивирано из оригинала 19. 02. 2009. г., Приступљено 09. 08. 2019
- Spivak, Michael (1965), Calculus on manifolds, Addison-Wesley, ISBN 978-0-8053-9021-6
- Strang, G. (1993), Introduction to linear algebra, Wellesley-Cambridge Press, ISBN 978-0-9614088-5-5
- Onishchik, A.L. (2001). „Exterior algebra”.  Ур.: Hazewinkel Michiel. Encyclopaedia of Mathematics. Springer.  978-1556080104.
- Winitzki, S. (2010), Linear Algebra via Exterior Products
- Shafarevich, I. R.; Remizov, A. O. (2012). Linear Algebra and Geometry. Springer. ISBN 978-3-642-30993-9.
- "The Grassmann method in projective geometry" A compilation of English translations of three notes by Cesare Burali-Forti on the application of exterior algebra to projective geometry
- C. Burali-Forti, "Introduction to Differential Geometry, following the method of H. Grassmann" An English translation of an early book on the geometric applications of exterior algebras
- "Mechanics, according to the principles of the theory of extension" An English translation of one Grassmann's papers on the applications of exterior algebra